# Pseudicius espereyi
Pseudicius espereyi är en spindelart som beskrevs av Fage 1921. Pseudicius espereyi ingår i släktet Pseudicius och familjen hoppspindlar. Inga underarter finns listade i Catalogue of Life.